# Forcipomyia desertensis
Forcipomyia desertensis is een muggensoort uit de familie van de knutten (Ceratopogonidae). De wetenschappelijke naam van de soort is voor het eerst geldig gepubliceerd in 1960 door Wirth and Hubert.